# Sechium
Sechium és un gènere de plantes amb flor de la família Cucurbitaceae.

## Característiques
Són plantes enfiladisses, l'espècie més coneguda és la xaiota, cultivat com a hortalissa en alguns països tropicals.

## Taxonomia
- Sechium compositum (Donn. Sm.) C. Jeffrey
- Sechium edule (Jacq.) Sw. - txaiote
- Sechium hintonii (Paul G. Wilson) C. Jeffrey
- Sechium jamaicense J. St.-Hil.
- Sechium tacaco (Pittier) C. Jeffrey